# Are You Passionate?
Are You Passionate? es el vigésimo sexto álbum de estudio del músico canadiense Neil Young, publicado por la compañía discográfica Reprise Records en marzo de 2002. El álbum, grabado con músicos del grupo Booker T. & the M.G.'s, representa la primera incursión de Young en la música soul, a diferencia de trabajos anteriores. 
Además, contiene la canción «Goin' Home», grabada con la banda Crazy Horse durante las sesiones de grabación del álbum Toast, aún inédito, y «Let's Roll», compuesta como respuesta a los ataques terroristas del 11 de septiembre de 2001. El álbum finaliza con «She's A Healer», una extensa improvisación.
La contraportada de Are You Passionate? incluye una fotografía de doce cartulinas con los títulos de las canciones, todas ellas incluidas en el álbum a excepción de «Gateway of Love», aún inédita, aunque Young la ha interpretado en ocasiones en directo.

## Listas de canciones
Todas las canciones escritas y compuestas por Neil Young. 
| N.º | Título                         | Duración |  |
| 1.  | «You're My Girl»               | 4:41     |  |
| 2.  | «Mr. Disappointment»           | 5:26     |  |
| 3.  | «Differently»                  | 6:04     |  |
| 4.  | «(Quit) Don't Say You Love Me» | 6:02     |  |
| 5.  | «Let's Roll»                   | 5:54     |  |
| 6.  | «Are You Passionate?»          | 5:08     |  |
| 7.  | «Goin' Home»                   | 8:49     |  |
| 8.  | «When I Hold You In My Arms»   | 4:44     |  |
| 9.  | «Be With You»                  | 3:32     |  |
| 10. | «Two Old Friends»              | 6:15     |  |
| 11. | «She's a Healer»               | 9:08     |  |

## Personal
- Neil Young: voz, guitarra y piano.
- Booker T. Jones: órgano, vibráfono y coros.
- Duck Dunn: bajo y voz en "Differently".
- Steve Potts: batería, bongos y pandereta.
- Frank "Poncho" Sampedro: guitarra y coros.
- Tom Bray: trompeta
- Pegi Young: coros
- Astrid Young: coros
- Billy Talbot: bajo en "Goin' Home".
- Ralph Molina: batería y coros en "Goin' Home".

## Posición en listas
| País              | Lista                      | Posición |
| ----------------- | -------------------------- | -------- |
| Alemania          | Media Control Top-50 Chart | 11       |
| Austria           | Ö3 Austria Top 40          | 14       |
| Australia         | ARIA Albums Chart          | 41       |
| Bélgica (Flandes) | Ultratop 200 Albums        | 13       |
| Bélgica (Valonia) | Ultratop 200 Albums        | 46       |
| Canadá            | Canadian Albums Chart      | 17       |
| Dinamarca         | Danish Chart               | 18       |
| Estados Unidos    | Billboard 200              | 10       |
| Finlandia         | Top 50 Albums              | 8        |
| Francia           | SNEP Albums Chart          | 41       |
| Italia            | FIMI Albums Chart          | 20       |
| Noruega           | VG-lista Albums Chart      | 4        |
| Nueva Zelanda     | New Zealand Music Chart    | 26       |
| Reino Unido       | UK Albums Chart            | 24       |
| Países Bajos      | Mega Album Tol 100         | 21       |
| Suecia            | Albums Top 60              | 4        |
| Suiza             | Hit Parade Albums Top 100  | 27       |